# GKテック
GKテック(ジイケイ テック)は、GKデザイングループのグループ会社のひとつ。グループの中でもデジタル分野においてのUI・UX等の研究・企画・開発のデザインを行う。

## 概要
「Science & Technology」を核に「デザインとテクノロジーをつなぐ技術開発型デザイン」「テックアート」「デザインシミュレーション」「インターフェイス開発」「マルチメディア開発」を領域にデザイン活動を行う。

## 作品

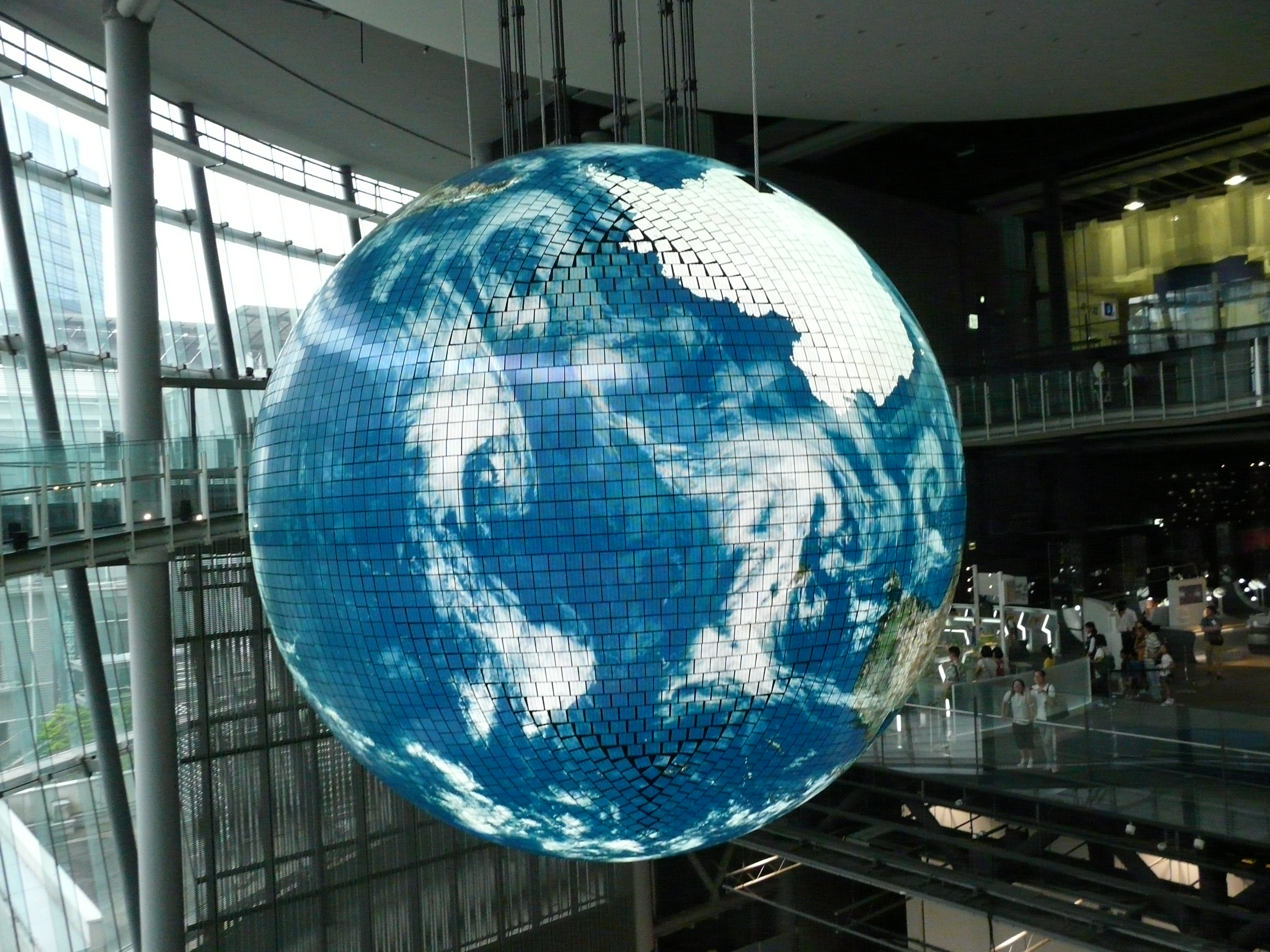
「Geo-Cosmos」日本科学未来館 2011年

- 「Symphonic Object」世界デザイン博覧会テーマ館 1989年
- 「あしあと」国立科学博物館 1994年
- 「好光玉虫」九州電力エネルギーフェア 1994年
- 「Breathing Earth」IWE'96日本テーマ館センソリウム 1996年
- 触れる地球 自主企画・開発 2001年

- 「触れる地球」展 ギャラリール・ベイン2009年
- 「ことばスタンプ」国立民族学博物館 2010年
- 「Geo-Cosmos」日本科学未来館 2011年

- 「Geo-Scope」日本科学未来館つながりプロジェクト 2011年
- SONY大崎 環境展示 2011年
- 「ことり」池中蓮花展 2011年
- 「PlayCo」東京デザイナーズウィーク コンテナ展 2011年
- GK-0G Floating Habitat 2012"" 2012年
- 福井市自然史博物館分館セーレンプラネット 2016年

## 関連会社
- GKデザイングループ
- GKインダストリアルデザイン
- GK設計
- GKグラフィックス
- GKダイナミックス
- GK京都
- GKデザイン総研広島
- GK Design International, Inc.(LA, Atlanta)
- GK Design Europe bv（Amsterdam）
- 青島海高設計製造有限公司（QHG）
- GK上海